# OS X Mavericks
OS X Mavericks (версия 10.9) — десятый основной релиз macOS, настольной и серверной операционной системы Apple Inc. для компьютеров Macintosh. OS X Mavericks была анонсирована 10 июня 2013 года на WWDC 2013 и выпущена 22 октября 2013 года по всему миру.
В обновлении особое внимание уделялось времени работы от батареи, улучшениям Finder, другим улучшениям для опытных пользователей и улучшенной интеграции iCloud, а также переносу большего количества приложений Apple iOS в OS X. Mavericks был назван в честь места для серфинга в Северной Калифорнии. В нем также были удалены некоторые скевоморфные дизайны из OS X Mountain Lion, и это последняя версия macOS, в которой шрифт Lucida Grande является стандартным системным шрифтом с момента выхода Mac OS X Public Beta в 2000 году.
Mavericks был первым релизом OS X, названным в честь местоположения в Калифорнии, и первым бесплатным обновлением после Mac OS X 10.1 Puma.

## История
Apple анонсировала OS X Mavericks 10 июня 2013 года во время основного доклада компании на Всемирной конференции разработчиков Apple (WWDC) (где также были представлены iOS 7, обновленный MacBook Air, шестое поколение AirPort Extreme, пятое поколение AirPort Time Capsule и переработанный Mac Pro). Во время основного доклада 22 октября 2013 года Apple объявила, что официальный релиз 10.9 в Mac App Store будет доступен немедленно, и что в отличие от предыдущих версий OS X, 10.9 будет доступна бесплатно всем пользователям, использующим Snow Leopard (10.6.8) или более поздние версии. 
22 октября 2013 года Apple предложила бесплатные пожизненные обновления для OS X и iWork.

### Название
До появления Mac OS X 10.9 версии операционной системы назывались в честь представителей семейства кошачьих. Начиная с Mac OS X 10.9, Apple решила именовать выпуски OS X по названиям географических объектов в Калифорнии. Так, девятая версия системы получила название Mavericks в честь популярного пляжа в Калифорнии. 
Эта версия — последняя, где использовался дизайн, основанный на скевоморфизме и также является своеобразной переходной версией с точки зрения дизайна — некоторые приложения уже выглядели по-новому. Связаны эти изменения были с будущей коренной сменой стиля интерфейса операционной системы на стиль «плоского» дизайна, который в свою очередь возник из-за внутреннего конфликта и последующего за ним изгнанием из компании Скотта Форстолла. Его место занял Джонни Айв, который является противником скевоморфизма. Поэтому начиная со следующей версии ОС дизайн был полностью и окончательно переработан.

## Новые функции
- Дизайн некоторых стандартных приложений — например, «Заметок» и «Календаря», изменен на новый, «плоский».
- Улучшенная поддержка нескольких мониторов; возможность использования Apple TV в качестве полноценного монитора
- Вкладки в Finder
- Теги для документов, упрощающие поиск и сортировку последних
- Обновлённый Календарь
- Новая версия Safari (7.0)
- Приложения Карты и iBooks для OS X
- Связка ключей iCloud — возможность синхронизации паролей и данных банковских карт с iCloud
- Улучшения Центра уведомлений
- OpenCL 1.2
- Интеграция с Linkedin

## Новые технологии
- Accelerated Scrolling
- Обновлено приложение Мониторинг системы
- App Nap[7] — помогает экономить энергию при одновременной работе с несколькими приложениями
- Battery Menu Extra
- Compressed Memory[8] — сжатие неактивной памяти
- Deep Idle
- Energy-Optimized Audio Buffering
- GPU Matrix Multiplier
- GPU Video Scaling
- I/O Throttling
- Idle Hygiene
- Importance Donation
- Larger Video I/O Buffers
- OpenGL 4 — повышенная отзывчивость графики
- Plug-In Pause — приостановка работы неиспользуемых плагинов браузера
- Priority Reduction
- Timer Coalescing[7]
- Timer Throttling
- XCPM

## Системные требования
Для установки ОС Mavericks потребуется один из следующих компьютеров Mac:
- iMac (середина 2007 г. или более поздней модели);
- MacBook (конец 2008 г. или более поздней модели);
- MacBook Pro (середина 2007 г. или более поздней модели);
- MacBook Air (конец 2008 г. или более поздней модели);
- Mac mini (начало 2009 г. или более поздней модели);
- Mac Pro (начало 2008 г. или более поздней модели);
- Xserve (начало 2009 г.).

Для компьютера Mac также потребуется:
- уже установленная OS X Mountain Lion, Lion или Snow Leopard;
- не менее 2 ГБ оперативной памяти;
- не менее 8 ГБ свободного места на диске.

## Восприятие
OS X Mavericks получил неоднозначные отзывы.
Одна из жалоб заключалась в том, что Apple удалила локальные службы синхронизации, из-за чего пользователям приходилось использовать iCloud для синхронизации устройств iOS с ОС настольного компьютера. Однако с тех пор эта функция вернулась в обновлениях 10.9.3 и iTunes 11.2.
The Verge заявил, что OS X Mavericks — это «плавная эволюция операционной системы Mac».
CNET охарактеризовал OS X Mavericks как «прочную основу» для OS X, в которой отсутствуют новые функции, но похвалил её как бесплатное обновление, включающее дополнительные функции iOS. Критике подвергся недостаток обновлений существующих приложений.

## История релизов
| Версия | Сборка  | Дата выхода      | Версия Darwin | Примечания                                                           | Скачивание                                                                 |
| ------ | ------- | ---------------- | ------------- | -------------------------------------------------------------------- | -------------------------------------------------------------------------- |
| 10.9   | 13A603  | 22 октября 2013  | 13.0          | Оригинальный выпуск Mac App Store (GM2)                              | н/д                                                                        |
| 10.9.1 | 13B42   | 16 декабря 2013  | 13.0          | Об обновлении OS X Mavericks v10.9.1                                 | OS X Mavericks 10.9.1 Individual update                                    |
| 10.9.2 | 13C64   | 25 февраля 2014  | 13.1          | Об обновлении OS X Mavericks v10.9.2                                 | OS X Mavericks 10.9.2 Individual update OS X Mavericks 10.9.2 Combo update |
| 10.9.2 | 13C1021 | 22 апреля 2014   | 13.1          | О обновлении безопасности 2014-002 Mavericks                         | Security Update 2014-002 Mavericks                                         |
| 10.9.3 | 13D65   | 15 мая 2014      | 13.2          | Об обновлении OS X Mavericks v10.9.3                                 | OS X Mavericks 10.9.3 Individual update OS X Mavericks 10.9.3 Combo update |
| 10.9.4 | 13E28   | 30 июня 2014     | 13.3          | Об обновлении OS X Mavericks v10.9.4                                 | OS X Mavericks 10.9.4 Individual update OS X Mavericks 10.9.4 Combo update |
| 10.9.5 | 13F34   | 17 сентября 2014 | 13.4          | Об обновлении OS X Mavericks v10.9.5                                 | OS X Mavericks 10.9.5 Individual update OS X Mavericks 10.9.5 Combo update |
| 10.9.5 | 13F34   | 16 октября 2014  | 13.4          | О содержании безопасности обновления безопасности 2014-005 Mavericks | Security Update 2014-005 Mavericks                                         |
| 10.9.5 | 13F34   | 27 января 2015   | 13.4          | О содержании безопасности обновления безопасности 2015-001 Mavericks | Security Update 2015-001 Mavericks                                         |
| 10.9.5 | 13F1066 | 9 марта 2015     | 13.4          | О содержании безопасности обновления безопасности 2015-002 Mavericks | Security Update 2015-002 Mavericks                                         |
| 10.9.5 | 13F1077 | 8 апреля 2015    | 13.4          | О содержании безопасности обновления безопасности 2015-004 Mavericks | Security Update 2015-004 Mavericks                                         |
| 10.9.5 | 13F1096 | 30 июня 2015     | 13.4          | О содержании безопасности обновления безопасности 2015-005 Mavericks | Security Update 2015-005 Mavericks                                         |
| 10.9.5 | 13F1112 | 13 августа 2015  | 13.4          | О содержании безопасности обновления безопасности 2015-006 Mavericks | Security Update 2015-006 Mavericks                                         |
| 10.9.5 | 13F1134 | 21 октября 2015  | 13.4          | О содержании безопасности обновления безопасности 2015-007 Mavericks | Security Update 2015-007 Mavericks                                         |
| 10.9.5 | 13F1507 | 8 декабря 2015   | 13.4          | О содержании безопасности обновления безопасности 2015-008 Mavericks | Security Update 2015-008 Mavericks                                         |
| 10.9.5 | 13F1603 | 19 января 2016   | 13.4          | О содержании безопасности обновления безопасности 2016-001 Mavericks | Security Update 2016-001 Mavericks                                         |
| 10.9.5 | 13F1712 | 21 марта 2016    | 13.4          | О содержании безопасности обновления безопасности 2016-002 Mavericks | Security Update 2016-002 Mavericks                                         |
| 10.9.5 | 13F1808 | 16 мая 2016      | 13.4          | О содержании безопасности обновления безопасности 2016-003 Mavericks | Security Update 2016-003 Mavericks                                         |
| 10.9.5 | 13F1911 | 18 июля 2016     | 13.4          | О содержании безопасности обновления безопасности 2016-004 Mavericks | Security Update 2016-004 Mavericks                                         |